# Pustinja Velikog basena
Pustinja Velikog basena je deo Velikog basena između Sijera Nevade i Vasačkog venca. Pustinja je geografsko područje koje se u velikoj meri poklapa sa grmastom stepom Velikog basena po definiciji Svetske fondacije za prirodu, i ekoregionom Centralnog basena i venca prema definiciji Agencije za zaštitu životne sredine i Geološkog topografskog instituta SAD. To je umerena pustinja sa vrućim, suvim letima i snežnim zimama. Pustinja se prostire na velikom delu države Nevade, kao i u zapadnoj Juti, istočnoj Kaliforniji i Ajdahu. Pustinja je jedna od četiri biološki definisane pustinje u Severnoj Americi, pored pustinja Mohave, Sonora i Čiuauan.

## Definicija i granice
Pustinja Velikog basena je definisanja njenim životinjama i biljkama, mada su granice nejasne.
Naučnici imaju različite definicije pustinje Velikog basena, koje su često definisane negativima. Dž. Robert Mejsi definiše „grmastu pustinju Velikog basena sa odsustvom kreozotnog grmlja.” Pustinja Velikog basena obuhvata nekoliko suvih basena kojima nedostaje Larrea tridentata (čaparal), poput dolina „Šilfhanti, Hamil, Benton i Kvin”, kao i cela dolina Ovens, osim jugoistočnog dela. Suprotno tome, „doline Panamint, Sejlin i Jurika” imaju kreozotno grmlje, za razliku od Dip Springs doline koja uključuje deo Veliko basinske grmaste pustinje.
Proučavanje i definicija ekoregona takođe može ukazati na granice pustinje Velikog basena. Godine 1987, Dž.M. Omernik je definisao pustinjski ekoregion između Sijera Nevade i Vasač venca nazvavši je ekoregionom „Severnog basena i venca”. Godine 1999, američka EPA preimenovala je „Severni sliv i venac” u „Centralni sliv i venac”, a „(Snejk river) Visoku pustinju” u „Severni basen i venac”. Svetski fond za divlje životinje usvojio je ekoregione sliva i venca iz Omernika, ali su izdvojili mali region visokoaltitudnog područja koji sadrži holocenski refugijum, iz nekadašnjeg ekoregiona „Severni sliv i venac” i preimenovali ga u „Veliko basinske grmske stepe”. Mada je EPA rafinirala granice ekoregiona Centralnog basena i venca do 2003. godine, kada je USGS geograf Kristofer Solard napisao izveštaje o regionu, njegove mape su koristile granicu iz 1999. godine za „Centralni basen i venac”, što je u osnovi isto kao „Veliko basinske grmske stepe”. On navodi da je pustinja Velikog basena „obuhvaćena” tim područjem.

## Klima
Klima pustinje Velikog basena je karakterisana ekstremima: vruća, suva leta i hladne, snežne zime; frigidni alpski grebeni i tople, vetrovite doline; dane sa preko 90 °F (32 °C), slede noći sa blizu 40 °F (4 °C). Ovo je klima visoke pustinje.
Pustinjska klima Velikog bazena počinje sa Sijera Nevadom u istočnoj Kaliforniji. Uzdižući se 14,000 ft (4,267 m) iznad nivoa mora, ovaj planinski lanac baca veliku kišnu senku nad pustinjom. Oblaci koje dolaze iz Tihog okeana brzo gube svoju vlagu kao kišu i sneg, dok je uspinju preko strmih planina. Do vremena kad dostignu istočnu stranu planina, ostaje malo vlage da se dovede u pustinju. Efekat kišne senke je izraženiji u blizini Sijera Nevade, sa godišnjim padavinama u pustinji Velikog basena u proseku 9 in (230 mm) na zapadu i 12 in (300 mm) inča na istoku. Vlaga koja uspeva da dosegne ekoregion ima tendenciju da precipitira kao kiša i sneg na većim visinama, pre svega preko dugačkih, paralelnih planinskih regiona. Ultimatno, sve padavine koje padnu u pustinju ne bivaju drenirane bilo u Atlantski okean ili u Tihi okean (stoga termin „basen”). Umesto toga, padavine odlaze u efemerna ili slana jezera preko potoka, ili nestaju isparavanjem ili apsorpcijom u tlo. Ova pustinja je najhladnija pustinja u Severnoj Americi.
Nacionalni park Veliki basen, smešten u centralnom delu pustinje Veliki basen, verovatno pruža najbolji primer tipične klime regiona.
| Klima Nacionalnog parka Veliki basen - centra za posetioce Lehmanove pećina (elevacija 6,840 ft (2,085 m)) | Klima Nacionalnog parka Veliki basen - centra za posetioce Lehmanove pećina (elevacija 6,840 ft (2,085 m)) | Klima Nacionalnog parka Veliki basen - centra za posetioce Lehmanove pećina (elevacija 6,840 ft (2,085 m)) | Klima Nacionalnog parka Veliki basen - centra za posetioce Lehmanove pećina (elevacija 6,840 ft (2,085 m)) | Klima Nacionalnog parka Veliki basen - centra za posetioce Lehmanove pećina (elevacija 6,840 ft (2,085 m)) | Klima Nacionalnog parka Veliki basen - centra za posetioce Lehmanove pećina (elevacija 6,840 ft (2,085 m)) | Klima Nacionalnog parka Veliki basen - centra za posetioce Lehmanove pećina (elevacija 6,840 ft (2,085 m)) | Klima Nacionalnog parka Veliki basen - centra za posetioce Lehmanove pećina (elevacija 6,840 ft (2,085 m)) | Klima Nacionalnog parka Veliki basen - centra za posetioce Lehmanove pećina (elevacija 6,840 ft (2,085 m)) | Klima Nacionalnog parka Veliki basen - centra za posetioce Lehmanove pećina (elevacija 6,840 ft (2,085 m)) | Klima Nacionalnog parka Veliki basen - centra za posetioce Lehmanove pećina (elevacija 6,840 ft (2,085 m)) | Klima Nacionalnog parka Veliki basen - centra za posetioce Lehmanove pećina (elevacija 6,840 ft (2,085 m)) | Klima Nacionalnog parka Veliki basen - centra za posetioce Lehmanove pećina (elevacija 6,840 ft (2,085 m)) | Klima Nacionalnog parka Veliki basen - centra za posetioce Lehmanove pećina (elevacija 6,840 ft (2,085 m)) |
| Pokazatelj \ Mesec                                                                                         | .Jan. | .Feb. | .Mar. | .Apr. | .Maj. | .Jun. | .Jul. | .Avg. | .Sep. | .Okt. | .Nov. | .Dec. | .God. |
| --- | --- | --- | --- | --- | --- | --- | --- | --- | --- | --- | --- | --- | --- |
| Apsolutni maksimum, °C (°F)                                                                                | 19 (67) | 19 (66) | 23 (74) | 27 (81) | 33 (91) | 36 (97) | 38 (100)                                                                                                   | 36 (96) | 34 (93) | 28 (83) | 25 (77) | 19 (67) | 38 (100)                                                                                                   |
| Maksimum, °C (°F)                                                                                          | 4,7 (40,5)                                                                                                 | 6 (42,8)                                                                                                   | 9,3 (48,7)                                                                                                 | 13,7 (56,7)                                                                                                | 19,2 (66,5)                                                                                                | 25,2 (77,4)                                                                                                | 29,8 (85,7)                                                                                                | 28,5 (83,3)                                                                                                | 23,6 (74,5)                                                                                                | 16,5 (61,7)                                                                                                | 9,1 (48,4)                                                                                                 | 5,1 (41,1)                                                                                                 | 15,9 (60,6)                                                                                                |
| Minimum, °C (°F)                                                                                           | −7,3 (18,9)                                                                                                | −6 (21,2)                                                                                                  | −3,6 (25,5)                                                                                                | −0,3 (31,5)                                                                                                | 4,4 (40,0)                                                                                                 | 9,4 (49,0)                                                                                                 | 14,1 (57,4)                                                                                                | 13,2 (55,8)                                                                                                | 8,3 (47,0)                                                                                                 | 2,8 (37,1)                                                                                                 | −3,4 (25,9)                                                                                                | −6,9 (19,6)                                                                                                | 2,1 (35,7)                                                                                                 |
| Apsolutni minimum, °C (°F)                                                                                 | −29 (−20)                                                                                                  | −26 (−15)                                                                                                  | −19 (−2)                                                                                                   | −18 (0) | −14 (6) | −10 (14)                                                                                                   | 0 (32) | 0 (32) | −12 (10)                                                                                                   | −14 (6) | −24 (−12)                                                                                                  | −28 (−19)                                                                                                  | −29 (−20)                                                                                                  |
| Količina padavinamm (in)                                                                                   | 26,7 (1,05)                                                                                                | 30 (1,18)                                                                                                  | 34,8 (1,37)                                                                                                | 30,7 (1,21)                                                                                                | 31,5 (1,24)                                                                                                | 22,1 (0,87)                                                                                                | 24,6 (0,97)                                                                                                | 30 (1,18)                                                                                                  | 27,4 (1,08)                                                                                                | 31,5 (1,24)                                                                                                | 24,6 (0,97)                                                                                                | 24,4 (0,96)                                                                                                | 338,6 (13,33)                                                                                              |
| Količina snega, cm (in)                                                                                    | 32,5 (12,8)                                                                                                | 35,1 (13,8)                                                                                                | 33,5 (13,2)                                                                                                | 18 (7,1)                                                                                                   | 5,3 (2,1)                                                                                                  | 0,5 (0,2)                                                                                                  | 0 (0) | 0 (0) | 0,5 (0,2)                                                                                                  | 9,4 (3,7)                                                                                                  | 22,1 (8,7)                                                                                                 | 27,2 (10,7)                                                                                                | 184,4 (72,6)                                                                                               |
| [ тражи се извор ]                                                                                         | | | | | | | | | | | | | |

Folonska klima je tipična za niže nadmorske visine zapadnog dela pustinje Velikog basena. Lociran u pustinji Četrdeset milja, u njemu je precipitacija retka, i leta su topla, mada su temperature umerenije nego u pustinjama kao što su Mohave i Sonorska, usled veće nadmorske visine i latitude regiona. Zime u ovoj sekciji basena su hladne.
| Klima Folona, Nevada (elevacija 3,960 ft (1,207 m)) | Klima Folona, Nevada (elevacija 3,960 ft (1,207 m)) | Klima Folona, Nevada (elevacija 3,960 ft (1,207 m)) | Klima Folona, Nevada (elevacija 3,960 ft (1,207 m)) | Klima Folona, Nevada (elevacija 3,960 ft (1,207 m)) | Klima Folona, Nevada (elevacija 3,960 ft (1,207 m)) | Klima Folona, Nevada (elevacija 3,960 ft (1,207 m)) | Klima Folona, Nevada (elevacija 3,960 ft (1,207 m)) | Klima Folona, Nevada (elevacija 3,960 ft (1,207 m)) | Klima Folona, Nevada (elevacija 3,960 ft (1,207 m)) | Klima Folona, Nevada (elevacija 3,960 ft (1,207 m)) | Klima Folona, Nevada (elevacija 3,960 ft (1,207 m)) | Klima Folona, Nevada (elevacija 3,960 ft (1,207 m)) | Klima Folona, Nevada (elevacija 3,960 ft (1,207 m)) |
| Pokazatelj \ Mesec                                  | .Jan.                                               | .Feb.                                               | .Mar.                                               | .Apr.                                               | .Maj.                                               | .Jun.                                               | .Jul.                                               | .Avg.                                               | .Sep.                                               | .Okt.                                               | .Nov.                                               | .Dec.                                               | .God.                                               |
| --------------------------------------------------- | --------------------------------------------------- | --------------------------------------------------- | --------------------------------------------------- | --------------------------------------------------- | --------------------------------------------------- | --------------------------------------------------- | --------------------------------------------------- | --------------------------------------------------- | --------------------------------------------------- | --------------------------------------------------- | --------------------------------------------------- | --------------------------------------------------- | --------------------------------------------------- |
| Apsolutni maksimum, °C (°F)                         | 22 (71)                                             | 26 (78)                                             | 29 (84)                                             | 32 (90)                                             | 39 (102)                                            | 41 (106)                                            | 42 (108)                                            | 41 (105)                                            | 38 (100)                                            | 33 (92)                                             | 27 (81)                                             | 22 (72)                                             | 42 (108)                                            |
| Maksimum, °C (°F)                                   | 6,8 (44,3)                                          | 10,7 (51,3)                                         | 14,9 (58,9)                                         | 18,8 (65,9)                                         | 23,3 (73,9)                                         | 28,4 (83,1)                                         | 33,4 (92,2)                                         | 32,3 (90,1)                                         | 27,3 (81,1)                                         | 20,7 (69,2)                                         | 13 (55,4)                                           | 7,4 (45,4)                                          | 19,8 (67,6)                                         |
| Minimum, °C (°F)                                    | −7,7 (18,1)                                         | −4,9 (23,2)                                         | −2,3 (27,8)                                         | 1,1 (33,9)                                          | 5,2 (41,4)                                          | 8,8 (47,9)                                          | 12,2 (54,0)                                         | 10,8 (51,4)                                         | 6,2 (43,2)                                          | 1 (33,8)                                            | −4 (24,8)                                           | −7,3 (18,9)                                         | 1,6 (34,9)                                          |
| Apsolutni minimum, °C (°F)                          | −32 (−25)                                           | −33 (−27)                                           | −17 (1)                                             | −11 (13)                                            | −7 (20)                                             | −3 (27)                                             | 2 (35)                                              | 1 (33)                                              | −6 (21)                                             | −11 (12)                                            | −18 (0)                                             | −29 (−21)                                           | −33 (−27)                                           |
| Količina padavinamm (in)                            | 13,7 (0,54)                                         | 13,7 (0,54)                                         | 11,7 (0,46)                                         | 13 (0,51)                                           | 15,2 (0,60)                                         | 10,9 (0,43)                                         | 4,1 (0,16)                                          | 5,6 (0,22)                                          | 7,1 (0,28)                                          | 10,4 (0,41)                                         | 9,7 (0,38)                                          | 12,2 (0,48)                                         | 126,5 (4,98)                                        |
| Količina snega, cm (in)                             | 4,6 (1,8)                                           | 2,3 (0,9)                                           | 2 (0,8)                                             | 0,5 (0,2)                                           | 0,3 (0,1)                                           | 0 (0)                                               | 0 (0)                                               | 0 (0)                                               | 0 (0)                                               | 0,3 (0,1)                                           | 1,3 (0,5)                                           | 3,3 (1,3)                                           | 14,5 (5,7)                                          |
| Izvor: Zapadni regionalni klimatski centar          |                                                     |                                                     |                                                     |                                                     |                                                     |                                                     |                                                     |                                                     |                                                     |                                                     |                                                     |                                                     |                                                     |

Pustinja velikog slanog jezera, locirana u blizini severoistočnog ugla pustinje Velikog basena, je odličan primer hladne pustinjske klime. Iako još uvek aridna, vredno je pomenuti da ovaj deo pustinje dobija više precipitacije nego Blek rok pustinja i slane ravnice na zapadnoj ivici pustinje Velikog basena.
| Klima Nolsa, pustinje Velikog slanog jezera, Juta (elevacija 4,250 ft (1,295 m)) | Klima Nolsa, pustinje Velikog slanog jezera, Juta (elevacija 4,250 ft (1,295 m)) | Klima Nolsa, pustinje Velikog slanog jezera, Juta (elevacija 4,250 ft (1,295 m)) | Klima Nolsa, pustinje Velikog slanog jezera, Juta (elevacija 4,250 ft (1,295 m)) | Klima Nolsa, pustinje Velikog slanog jezera, Juta (elevacija 4,250 ft (1,295 m)) | Klima Nolsa, pustinje Velikog slanog jezera, Juta (elevacija 4,250 ft (1,295 m)) | Klima Nolsa, pustinje Velikog slanog jezera, Juta (elevacija 4,250 ft (1,295 m)) | Klima Nolsa, pustinje Velikog slanog jezera, Juta (elevacija 4,250 ft (1,295 m)) | Klima Nolsa, pustinje Velikog slanog jezera, Juta (elevacija 4,250 ft (1,295 m)) | Klima Nolsa, pustinje Velikog slanog jezera, Juta (elevacija 4,250 ft (1,295 m)) | Klima Nolsa, pustinje Velikog slanog jezera, Juta (elevacija 4,250 ft (1,295 m)) | Klima Nolsa, pustinje Velikog slanog jezera, Juta (elevacija 4,250 ft (1,295 m)) | Klima Nolsa, pustinje Velikog slanog jezera, Juta (elevacija 4,250 ft (1,295 m)) | Klima Nolsa, pustinje Velikog slanog jezera, Juta (elevacija 4,250 ft (1,295 m)) |
| Pokazatelj \ Mesec                                                               | .Jan.                                                                            | .Feb.                                                                            | .Mar.                                                                            | .Apr.                                                                            | .Maj.                                                                            | .Jun.                                                                            | .Jul.                                                                            | .Avg.                                                                            | .Sep.                                                                            | .Okt.                                                                            | .Nov.                                                                            | .Dec.                                                                            | .God.                                                                            |
| -------------------------------------------------------------------------------- | -------------------------------------------------------------------------------- | -------------------------------------------------------------------------------- | -------------------------------------------------------------------------------- | -------------------------------------------------------------------------------- | -------------------------------------------------------------------------------- | -------------------------------------------------------------------------------- | -------------------------------------------------------------------------------- | -------------------------------------------------------------------------------- | -------------------------------------------------------------------------------- | -------------------------------------------------------------------------------- | -------------------------------------------------------------------------------- | -------------------------------------------------------------------------------- | -------------------------------------------------------------------------------- |
| Apsolutni maksimum, °C (°F)                                                      | 17 (63)                                                                          | 17 (63)                                                                          | 26 (79)                                                                          | 31 (87)                                                                          | 37 (98)                                                                          | 40 (104)                                                                         | 41 (106)                                                                         | 39 (103)                                                                         | 37 (99)                                                                          | 32 (89)                                                                          | 22 (71)                                                                          | 19 (66)                                                                          | 41 (106)                                                                         |
| Maksimum, °C (°F)                                                                | 2,5 (36,5)                                                                       | 5,2 (41,4)                                                                       | 12,4 (54,4)                                                                      | 16,8 (62,3)                                                                      | 22,4 (72,3)                                                                      | 28,6 (83,5)                                                                      | 33,8 (92,8)                                                                      | 32,7 (90,9)                                                                      | 26,7 (80,0)                                                                      | 17,9 (64,3)                                                                      | 8,1 (46,5)                                                                       | 2,5 (36,5)                                                                       | 17,4 (63,4)                                                                      |
| Minimum, °C (°F)                                                                 | −8,4 (16,9)                                                                      | −7,1 (19,3)                                                                      | −1,6 (29,1)                                                                      | 2,6 (36,6)                                                                       | 7,2 (44,9)                                                                       | 12,6 (54,7)                                                                      | 16,7 (62,1)                                                                      | 15,3 (59,5)                                                                      | 8,9 (48,0)                                                                       | 1,3 (34,4)                                                                       | −4,8 (23,3)                                                                      | −9,7 (14,5)                                                                      | 2,8 (37,0)                                                                       |
| Apsolutni minimum, °C (°F)                                                       | −27 (−16)                                                                        | −27 (−17)                                                                        | −18 (−1)                                                                         | −10 (14)                                                                         | −4 (24)                                                                          | 2 (35)                                                                           | 6 (43)                                                                           | 4 (39)                                                                           | −4 (25)                                                                          | −13 (8)                                                                          | −19 (−3)                                                                         | −32 (−25)                                                                        | −32 (−25)                                                                        |
| Količina padavinamm (in)                                                         | 15,5 (0,61)                                                                      | 11,7 (0,46)                                                                      | 23,1 (0,91)                                                                      | 25,7 (1,01)                                                                      | 31,2 (1,23)                                                                      | 17,3 (0,68)                                                                      | 9,1 (0,36)                                                                       | 7,9 (0,31)                                                                       | 14,2 (0,56)                                                                      | 19,6 (0,77)                                                                      | 15,5 (0,61)                                                                      | 9,7 (0,38)                                                                       | 200,2 (7,88)                                                                     |
| Količina snega, cm (in)                                                          | 0,8 (0,3)                                                                        | 0,3 (0,1)                                                                        | 0 (0)                                                                            | 0 (0)                                                                            | 0 (0)                                                                            | 0 (0)                                                                            | 0 (0)                                                                            | 0 (0)                                                                            | 0 (0)                                                                            | 0 (0)                                                                            | 0 (0)                                                                            | 0,3 (0,1)                                                                        | 1,3 (0,5)                                                                        |
| Izvor: Zapadni regionalni klimatski centar                                       |                                                                                  |                                                                                  |                                                                                  |                                                                                  |                                                                                  |                                                                                  |                                                                                  |                                                                                  |                                                                                  |                                                                                  |                                                                                  |                                                                                  |                                                                                  |

## Napomene
1. ↑  Mapa na ovom vebsajtu ilustruje granice „(Snejk river) Visoke pustinje”, koja se ranije bila odvojena od Ormernikovog „Snejk river basena/Visoke pustinje”.[8]
2. ↑  Ekoregion Severnog basena i venca bio je produžen dalje na istok, kontrahujući istočnu porciju Centralnog basena i venca na jugu, razdvajajući ga od ekoregiona Snejk river nizije.[11]
3. ↑  Obe oblasti korespondiraju Omernikovom ekoregionu Severnog basena i venca.

## Spoljašnje veze
- „White River Spinedace (Lepidomeda albivallis)”. Nevada Fish & Wildlife Office. U.S. Fish & Wildlife Service. Архивирано из оригинала 01. 10. 2018. г. Приступљено 06. 01. 2020.